# 222 a.C.
Il 222 a.C. (CCXXII a.C. in numeri romani) è un anno  del III secolo a.C.

## Eventi
- Marco Claudio Marcello guida un esercito romano alla vittoria nella Battaglia di Clastidium, con la conseguente conquista della regione poi chiamata Gallia Cisalpina e in seguito conquistano Mediolanum.
- Acheo, generale di Antioco III il Grande nella Battaglia di Sellasia annienta l'esercito di Sparta guidato da Cleomene III.
- Tolomeo IV succede al padre Tolomeo III come re d'Egitto.
- Cina - Lo stato di Qin conquista lo stato di Yan e sconfigge le ultime forze difensive dello stato di Zhao.

## Morti
- Euclida, sovrano spartano
- Magas d'Egitto, principe egizio (n. 241 a.C.)
- Tolomeo III, sovrano egizio
- Viridomaro dei Gesati, principe e condottiero gallo